# Wolfram Burgard

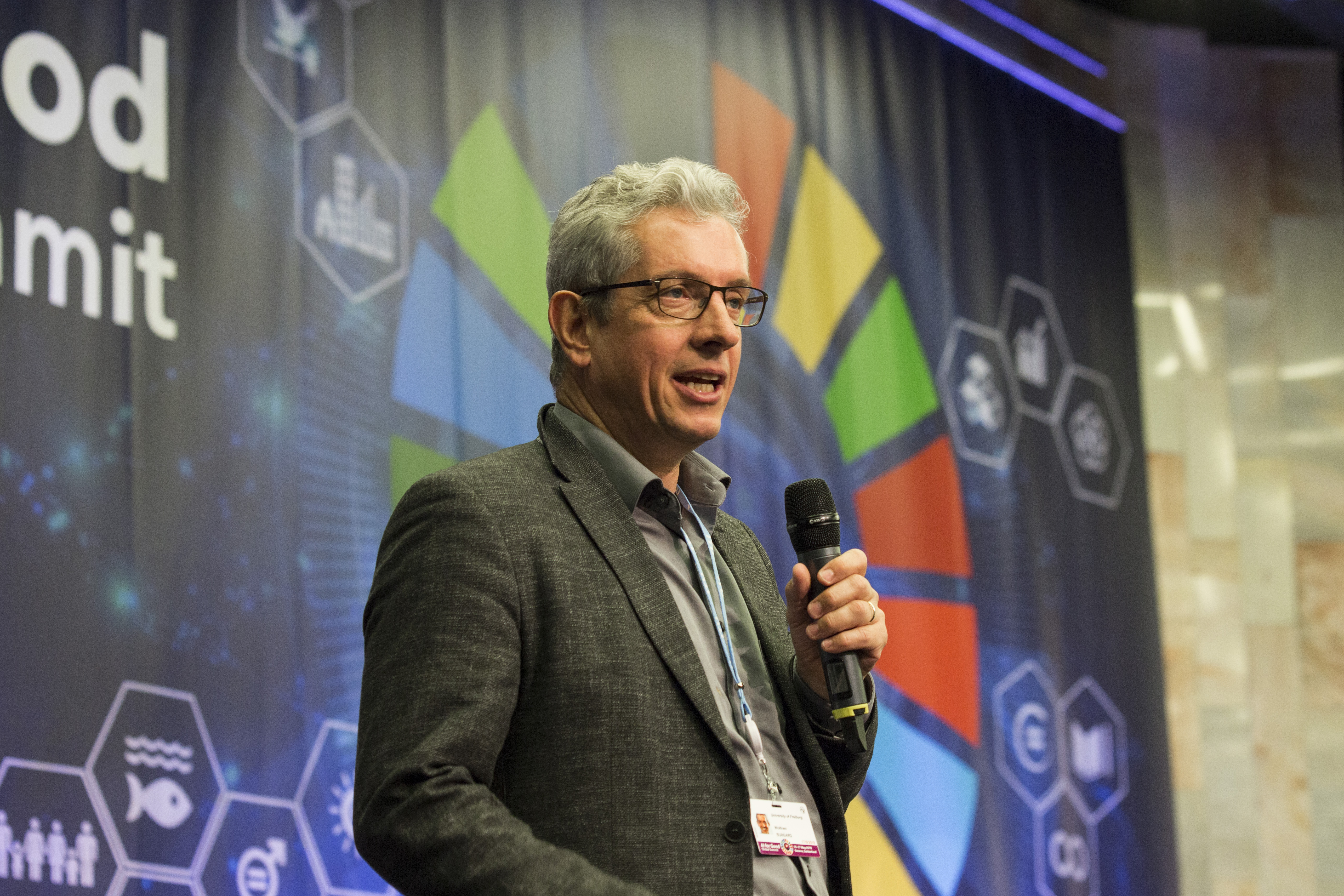
Wolfram Burgard

Wolfram Burgard (* 8. Februar 1961 in Gelsenkirchen) ist ein deutscher Wissenschaftler der Informatik und Robotik. Er ist Hochschullehrer an der Technischen Universität Nürnberg, wo er eine Professur für Robotik und Künstliche Intelligenz innehat. Er ist durch seine Beiträge zur autonomen Robotik, insbesondere zum SLAM-Problem bekannt geworden.

## Leben und Werk
Burgard wurde 1991 bei Armin Cremers an der Universität Bonn promoviert (Goal-Directed Forward Chaining for Logic Programs). 1996 bis 1999 leitete er das Forschungslabor für autonome mobile Systeme an der Universität Bonn. 1997 setzten sie den ersten interaktiven mobilen Museumsführer Rhino im Deutschen Museum Bonn ein (gefolgt von Minerva im Smithsonian Museum of American History in Washington D.C. 1998). Er war von 1999 bis 2022 Professor an der Albert-Ludwigs-Universität Freiburg, an der er die Leitung der Arbeitsgruppe für Autonome Intelligente Systeme am Institut für Informatik innehatte und Sprecher des Centers (und vormaligen Exzellenzclusters) BrainLinks-BrainTools war. Seit Februar 2022 ist er Gründungs-Chair des Department Engineering (Abteilung Ingenieurwesen) der Technischen Universität Nürnberg.
Er entwickelte unter anderem Systeme für autonomes Fahren (so 2008 für Navigation in der komplexen Umgebung einer Parkgarage). 2012 war Burgard Gründungsmitglied der Open Source Robotics Foundation (OSRF), die sich virtuellen Testumgebungen und der Verbreitung des Robot Operating System (ROS) widmet. Zudem war er von 2019 bis 2021 als Vice President for Automated Driving Technology/Machine Learning für das Toyota Research Institute tätig.

## Ehrungen und Mitgliedschaften
Im März 2009 wurde Burgard von der Deutschen Forschungsgemeinschaft mit dem Leibniz-Preis ausgezeichnet. Seit 2012 ist er ordentliches Mitglied der Heidelberger Akademie der Wissenschaften. 2014 wurde er in die Leopoldina gewählt. Er ist Fellow der AAAI. 2010 erhielt er einen Advanced Grant des European Research Council. Seit 2019 ist er Präsident der IEEE Robotics and Automation Society. Er war Mitglied der Jury des Deutschen KI-Preises 2019 des Wirtschaftsmagazins Bilanz von Axel Springer SE. 2022 erhielt Burgard selbst den Deutschen KI-Preis.